# Shide
Shide (紙垂, 四手?) è una stella filante di carta a forma di zigzag, spesso lo si trova attaccato allo shimenawa o al tamagushi, e usato nei rituali shintoisti. 

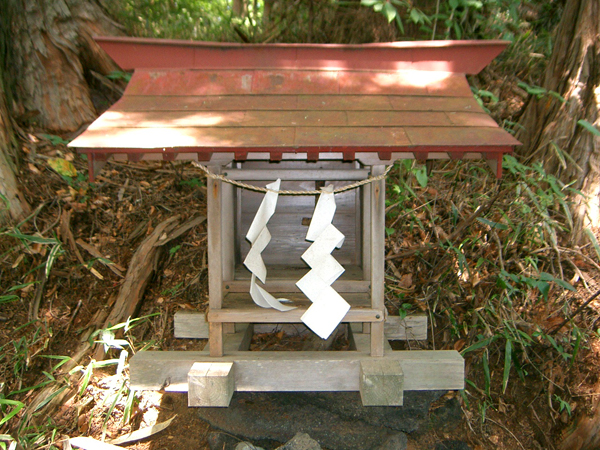
Un santuario shintoista con shide fatto di fibra di canapa non trasformata

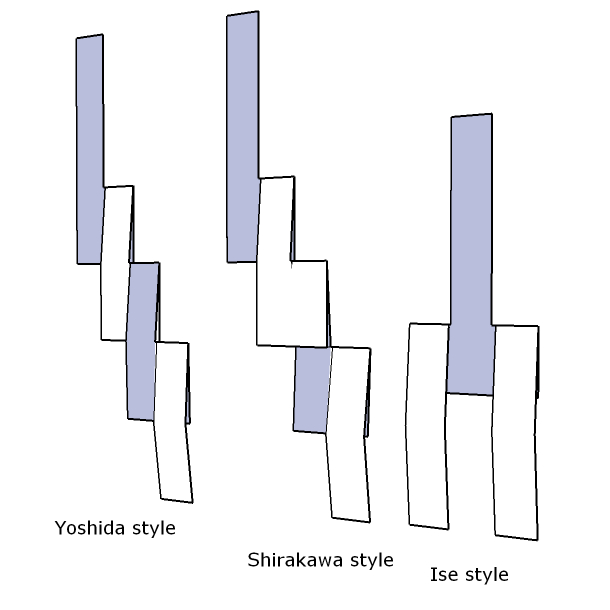
Tipi di shide

Un rituale popolare usa un haraegushi, o "bacchetta del fulmine", chiamato per la carta shide a zig-zag che adorna la bacchetta. Una bacchetta simile, usata dalle miko per la purificazione e la benedizione, è il gohei con due shide. Un sacerdote shintoista agita l'haraegushi su una persona, un oggetto o una proprietà appena acquistata, come un edificio o un'auto. La bacchetta è agitata con un ritmo lento, ma con una leggera forza in modo che le strisce di protezione facciano un rumore frusciante ad ogni passaggio della bacchetta. Per le nuove proprietà, un rituale simile noto come jijin sai viene eseguito con un haraegushi, in una parte chiusa (racchiusa da shimenawa), e Sakè, o sake ritualmente noto come o-miki. 
L'haraegushi è stato usato per secoli nelle cerimonie shintoiste e ha delle somiglianze nella cultura Ainu. Nella cultura Ainu, un ramo di salice rasato chiamato un inaw o inau ricorda molto lo shinto haraegushi, ed è usato in simili rituali di benedizione.